# Christian Fauria
Christian Ashley Fauria (Los Angeles, 22 settembre 1971) è un ex giocatore di football americano statunitense che ha militato nel ruolo di tight end nella National Football League (NFL).

## Carriera
Fauria fu scelto nel corso del secondo giro (39º assoluto) del Draft NFL 1995 dai Seattle Seahawks. Nel 1998 fece registrare un record in carriera di 37 ricezioni. Nel 2002 si unì ai New England Patriots con cui vinse due Super Bowl consecutivi (2003–2004). Alcuni ritennero che la sua firma nel 2002 fosse per servire da mentore alla scelta del primo giro del draft Daniel Graham ma Fauria si guadagnò il ruolo di titolare e quell'anno segnò un primato personale di 7 touchdown su ricezione. Dopo i Patriots, Fauria passò ai Washington Redskins per una stagione. Fu svincolato il 28 febbraio 2007, optando per firmare con i Carolina Panthers il 13 settembre 2007, con i quali disputò la sua tredicesima e ultima stagione.
Il 18 novembre 2007, Fauria e il quarterback Vinny Testaverde connetterono per un touchdown da 2 yard che fece entrare la coppia nel libro dei record della NFL come la più vecchia combinazione per un touchdown su ricezione (oltre 80 anni).

## Palmarès
- Super Bowl : 2

New England Patriots: XXXVIII, XXXIX
- American Football Conference Championship: 2

New England Patriots: 2003, 2004

## Famiglia
Il figlio, Joseph Fauria, giocò come tight end per i Detroit Lions.